# Istanbul Atatürks flygplats
Istanbul Atatürks flygplats (turkiska: İstanbul Atatürk Havalimanı) var den största internationella flygplatsen i Istanbul, Turkiet och uppkallad efter det moderna Turkiets grundare  Mustafa Kemal Atatürk. Den öppnades 1924 och är belägen i Yeşilköy, på den europeiska sidan, 24 km  väster om Istanbuls centrum. Detta var en av Europas största flygplatser med ca 61 miljoner passagerare per år (2016).
6 april 2019 flyttades passagerartrafik till den nyöppnade Istanbuls flygplats. Istanbul Atatürks flygplats stängdes för passagerarflygningar den  7 oktober 2019, förblir dock öppen för fraktflyg.

## Statistik
Sökfråga på wikidata efter rådata.